# La noche del sábado
La noche del sábado es una obra de teatro («novela escénica») en cinco actos de Jacinto Benavente estrenada en el Teatro Español de Madrid el 17 de marzo de 1903.

## Argumento

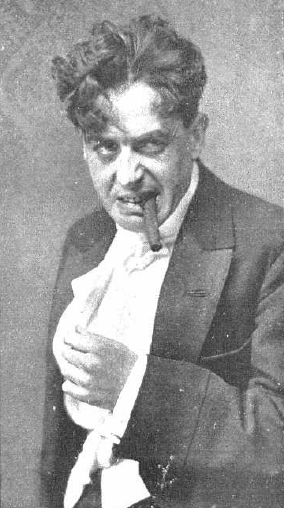
Ernesto Vilches en su papel del príncipe Miguel

Imperia es una joven que trabaja como bailarina y después como prostituta de la que se enamora perdidamente el Príncipe Miguel que debe acceder de forma inmediata al trono de Suabia. Tras la muerte de su hija Donina, Imperia pierde el sentido de la realidad y sigue a Miguel en lo que para ella es ya sobre todo la consecución de un sueño.

## Representaciones destacadas
- Teatro (Estreno, 1903). Intérpretes: María Guerrero (Imperia), Luis Medrano (Príncipe Miguel), Fernando Díaz de Mendoza, Felipe Carsi.
- Teatro (Teatro de la Princesa, Madrid, 1912). Intérpretes: María Guerrero (Imperia), Emilio Thuillier (Príncipe Miguel), Fernando Díaz de Mendoza (Leonardo), Felipe Carsi, María Cancio, Matilde Salvador, Ernesto Vilches, Alfredo Cirera, Emilio Mesejo, María Fernanda Ladrón de Guevara.
- Teatro (1921). Intérpretes: Margarita Xirgu (Imperia), María Bru, Juana Cáceres, Amparo Álvarez Segura, Alfonso Muñoz, Nicolás Perchicot.
- Teatro (Teatro Centro, Madrid, 1929). Intérpretes: Lola Membrives (Imperia).
- Cine (España, 1950): La noche del sábado. Dirección: Rafael Gil. Intérpretes: María Félix (Imperia), Manolo Fábregas (príncipe Florencio), Rafael Durán (príncipe Miguel), María Rosa Salgado (Donina), Juan Espantaleón, María Asquerino, Fernando Fernán Gómez, Mariano Asquerino, José Vivó.
- Televisión (Estudio 1, TVE, 15 de enero de 1970). Realización: Alberto González Vergel. Intérpretes: Carmen Bernardos, Luis Dávila, Andrés Mejuto, Tina Sáinz, Jaime Blanch, Ángela Capilla, Antonio Medina, Mario Álex, Nélida Quiroga.
- Teatro (Teatro Español, Madrid, 1991). Dirección: Mara Recatero. Intérpretes: Gemma Cuervo (Imperia), Francisco Valladares, Vicente Parra, Juan Carlos Naya, Cándida Losada, Jesús Cisneros, Nicolás Romero, Queta Claver, Pilar Bardem, Enrique San Francisco.